# Glacera de Baltoro

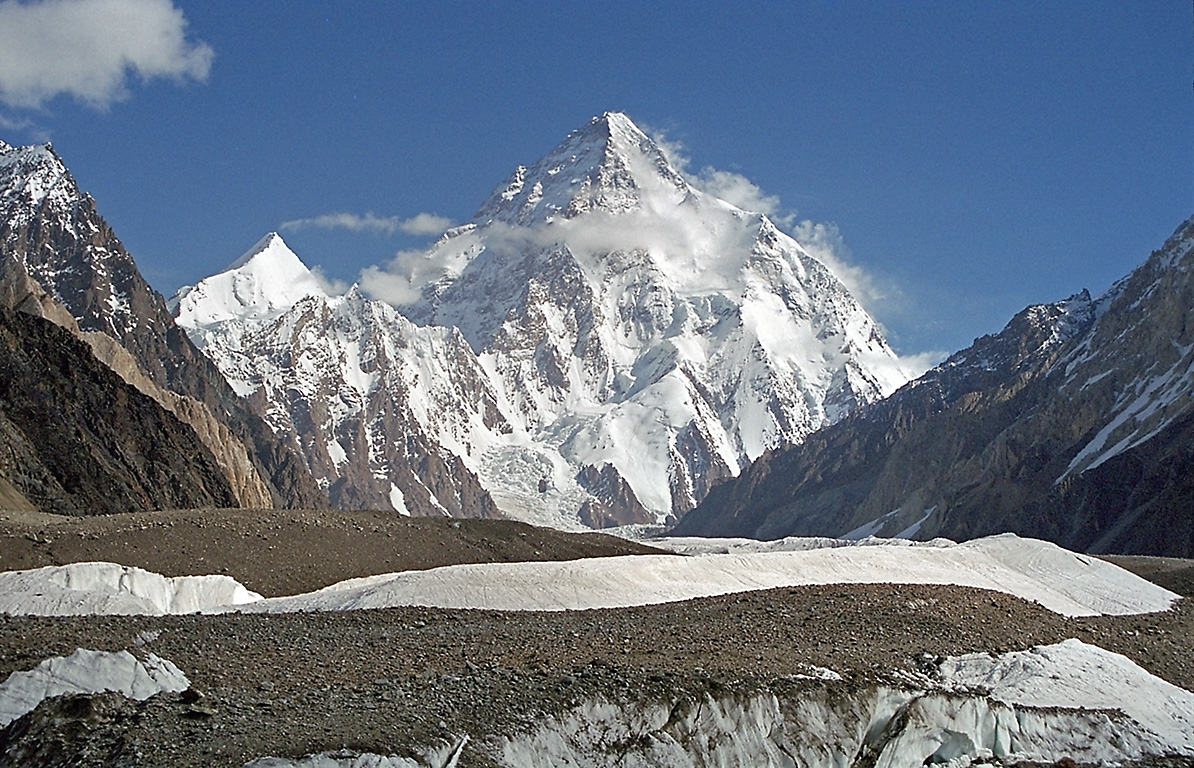
El K2 des de Concòrdia

La Glacera de Baltoro és una de les glaceres més llargues del món fora de les regions polars. Està situada al Baltistan, dins dels Territoris del Nord del Pakistan, i s'estén per part de la serralada del Karakoram. La subserralada Baltoro Muztagh està al nord i a l'est de la glacera, mentre que les muntanyes de Masherbrum es troben al sud. Amb 8.611 m, el K2 és la muntanya més alta de la regió i segona de la terra. En un radi de 20 km es troben tres vuit mils més.
La glacera és tributària del riu Shigar, que desemboca a l'Indus. Al seu torn al Baltoro desemboquen diverses glaceres: la Godwin-Austen, que flueix des del sud del K2; l'Abruzzi i diverses glaceres del Gasherbrum, provinents del grup de pics del Gasherbrum; la glacera Vigne que ve del Chogolisa, i la glacera de Yermandendu, que comença a la zona del Masherbrum.
La confluència del Baltoro amb la glacera de Godwin-Austen es coneix com a Concòrdia. Aquest lloc i el campament base del K2 són destinacions populars del senderisme a la zona.
La part final de la glacera és molt ampla i la seva part central és un extens camp de neu. Petites glaceres hi van desembocant, creant cascades de gel en el punt d'unió. Les parets laterals són molt costerudes arribant a ser veritables precipicis. La glacera ha esculpit al seu pas estries a les roques, i el gel en moviment ha format depressions que s'han convertit en nombrosos llacs glacials.
Es pot accedir a la glacera de Baltoro per la ciutat d'Skardu, en cotxe tot-terreny fins a la meitat del trajecte cap a Askole, i a partir d'aquest darrer punt per un sender d'alta muntanya, o bé cap anant des d'Skardu cap a la vall d'Huixe, i pujant la glacera de Gondogoro.

## Llista de cims
La llista de muntanyes més importants properes a la glacera inclou: 
- K2: 2n pic més alt de la Terra, amb 8.611m
- Gasherbrum I: 11è pic més alt del món amb 8.068m
- Broad Peak: 12è cim més alt del món amb 8.047m
- Gasherbrum II: 13è cim més alt del món amb 8.035m
- Gasherbrum III: 7.946 m
- Gasherbrum IV: 7.932m
- Masherbrum (K1): 7.821m
- Chogolisa: 7.665m
- Torre Muztagh: 7.273m
- Snow Dome: 7.160m
- Biarchedi: 6.781m
- Torre Uli Biaho: 6.417m
- Torres del Trango: 6.286m (les seves parets verticals són els precipicis més alts del món)
- Pic Mitre. 6.010m

## Galeria d'Imatges

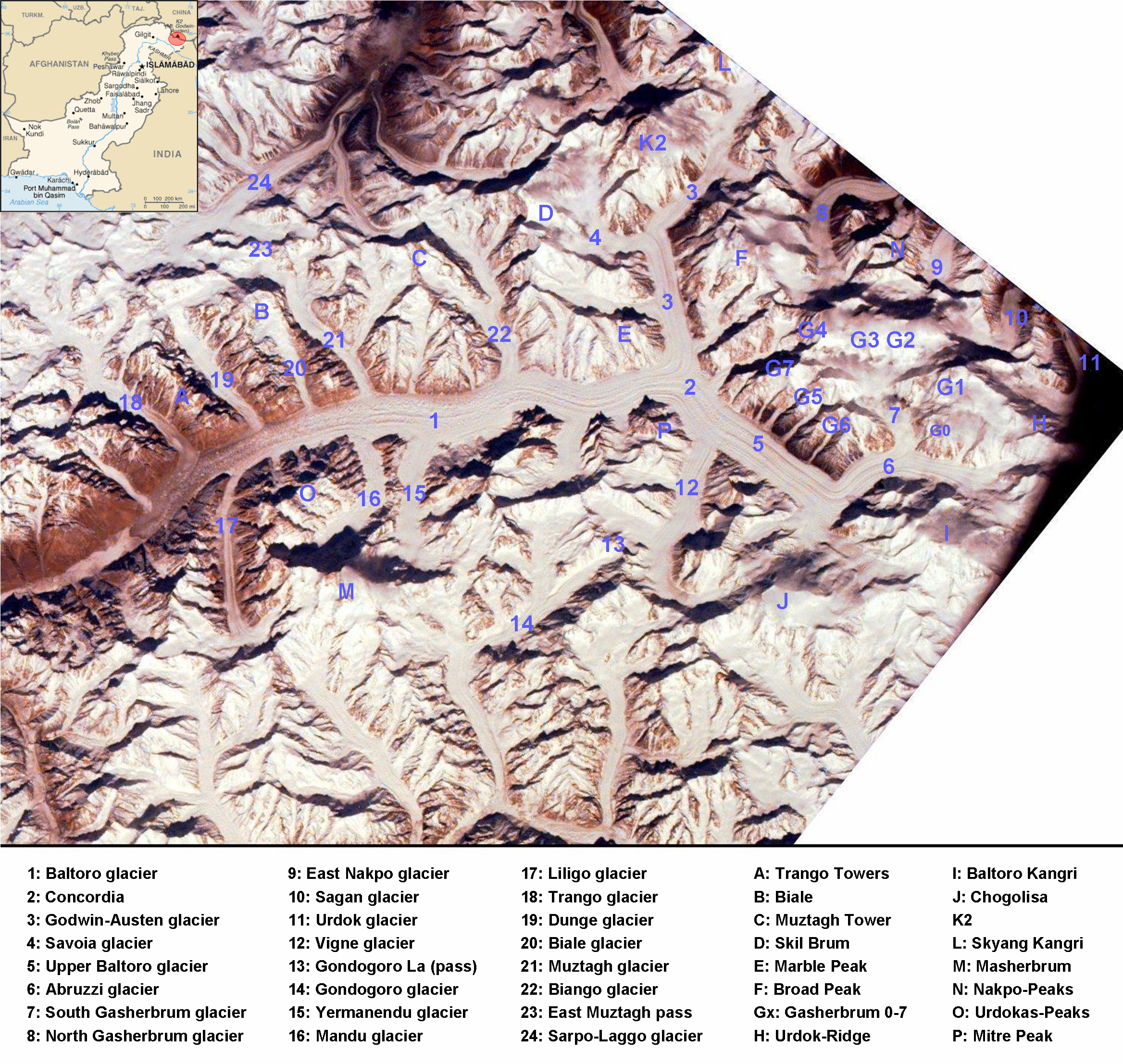
Vista de satèl·lit de la regió del Baltoro
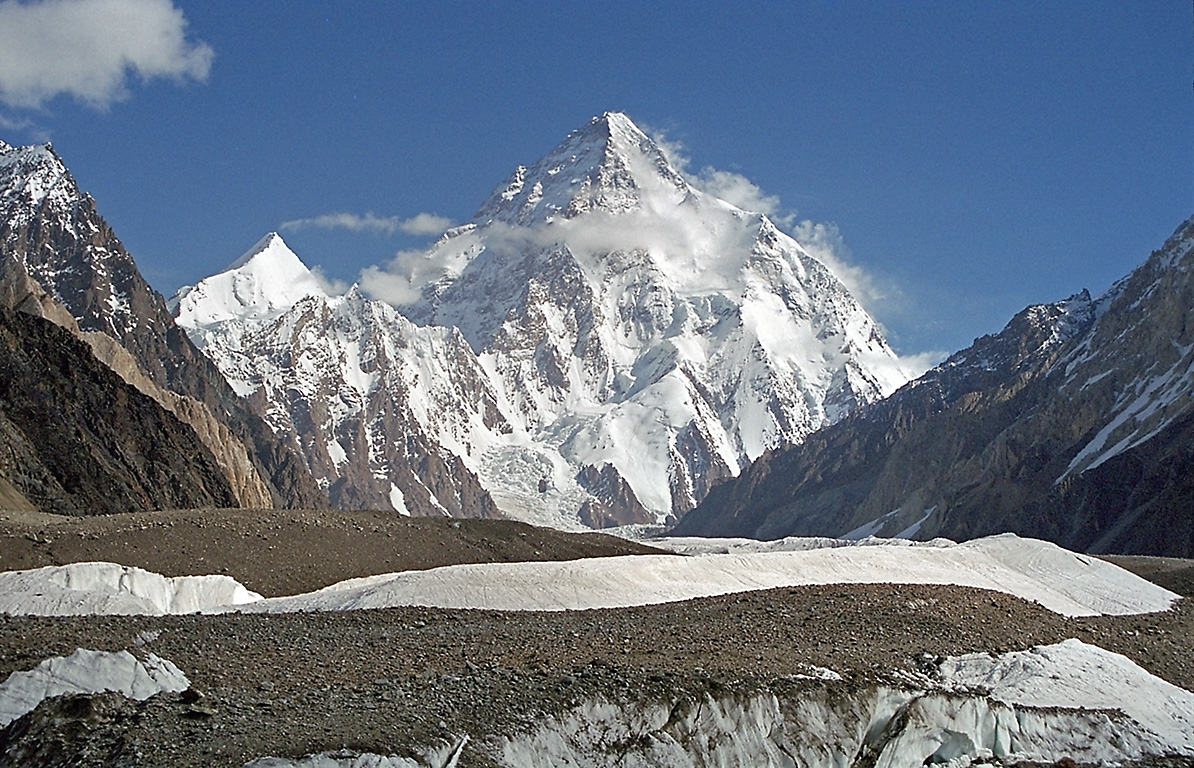
K2 (8.611m) vist des de Concòrdia
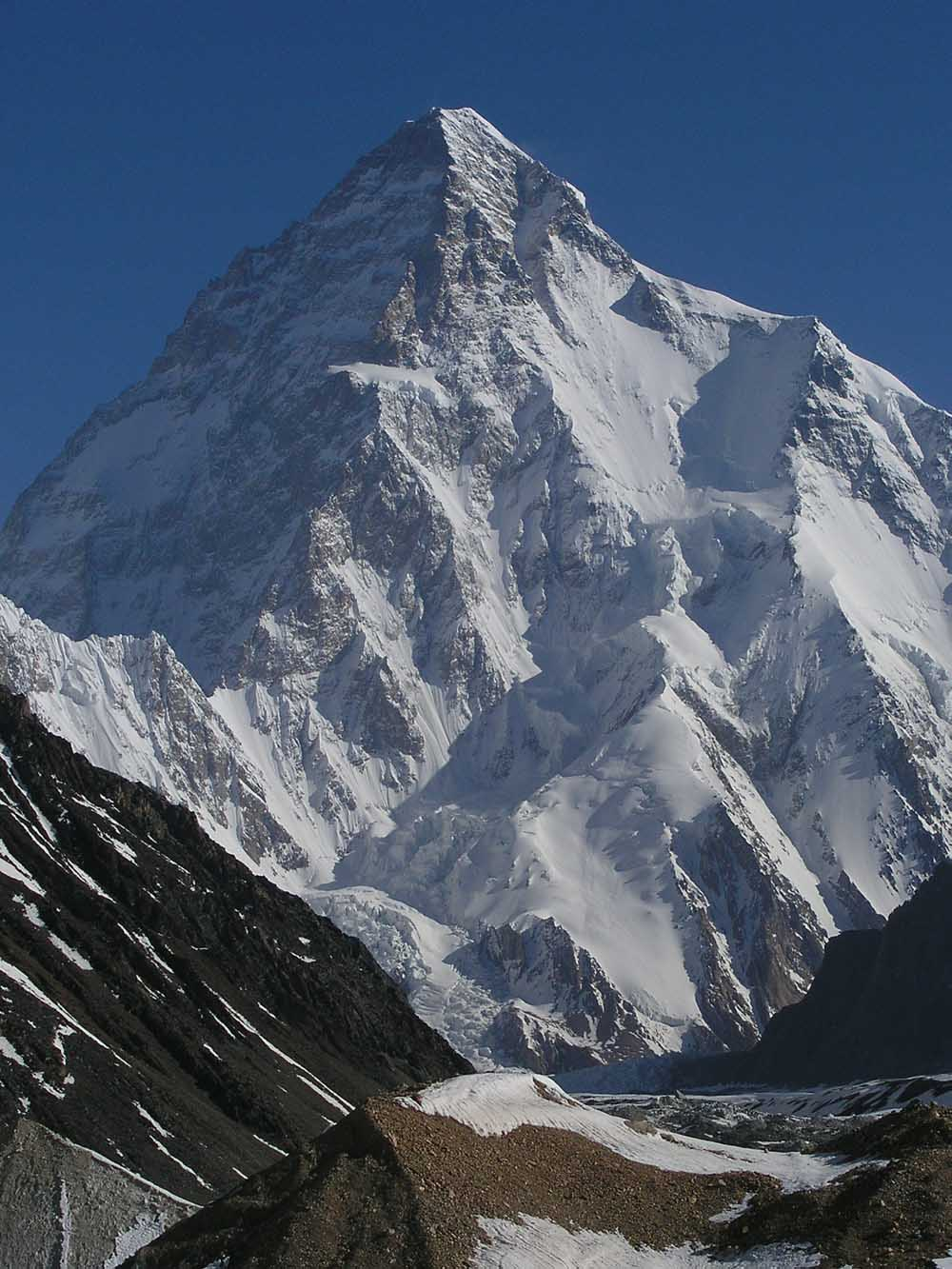
K2 (8.611m)
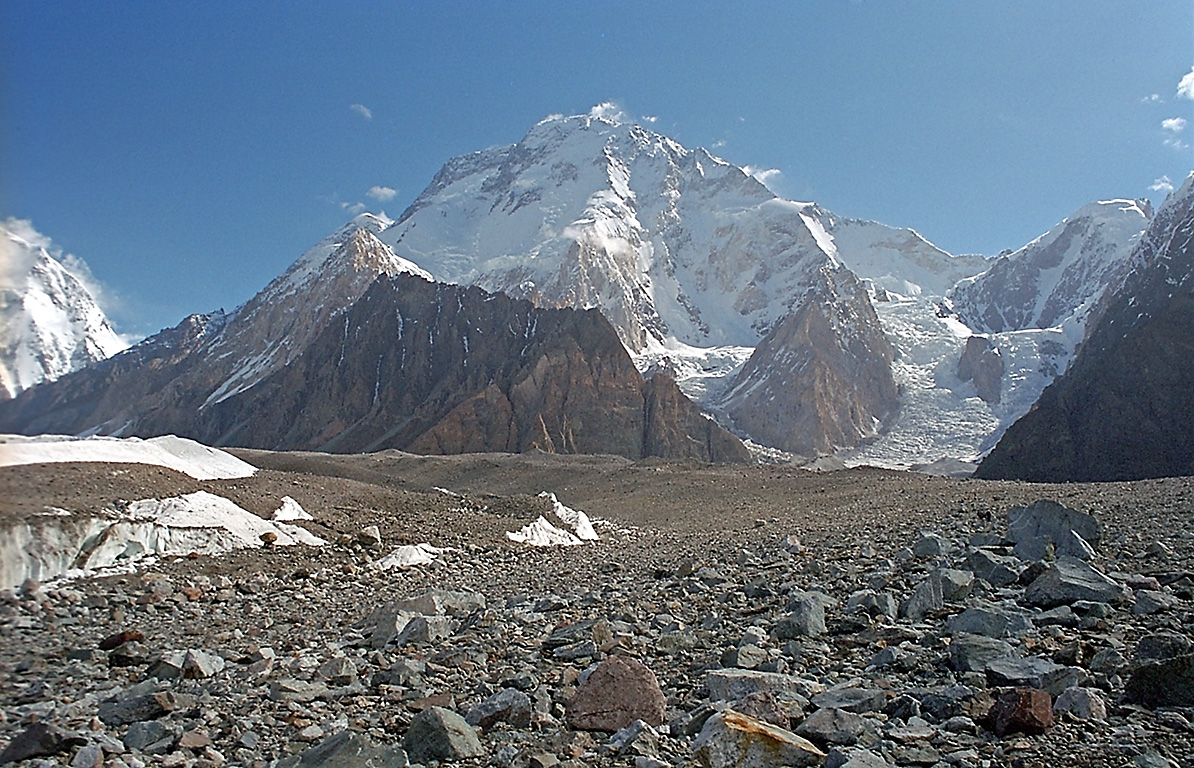
Broad Peak (8.047m) vist des de Concòrdia
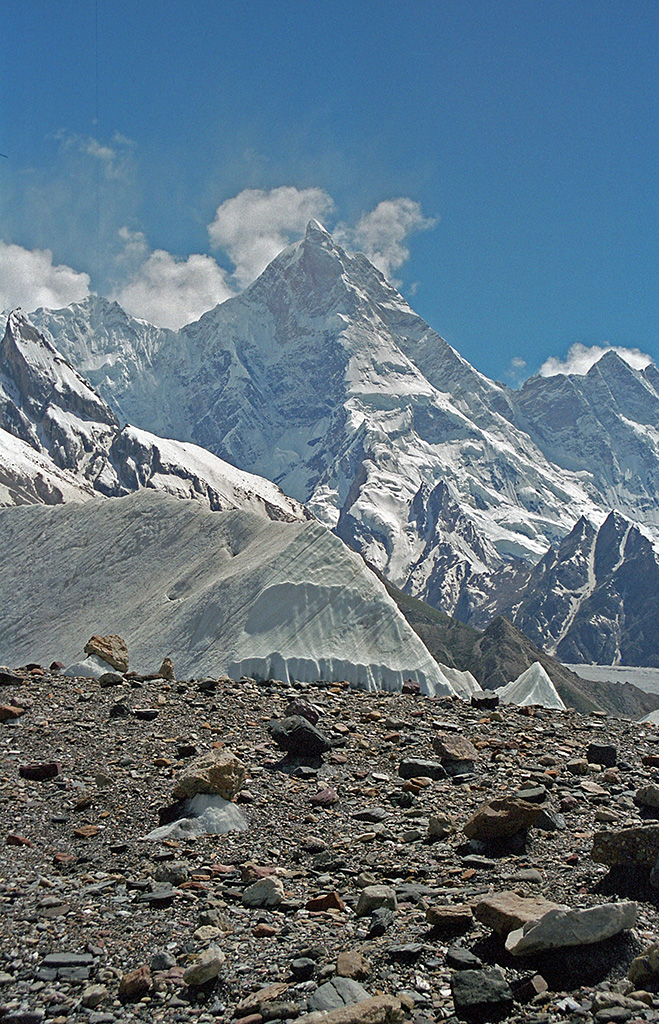
Masherbrum (7.821m)
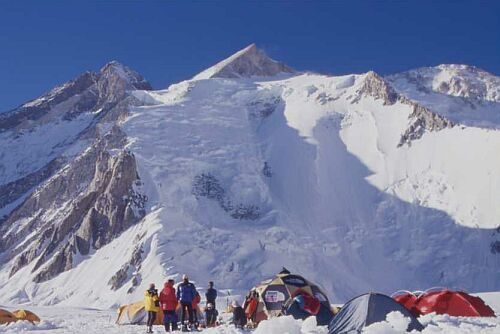
Gasherbrum II (8.035m)
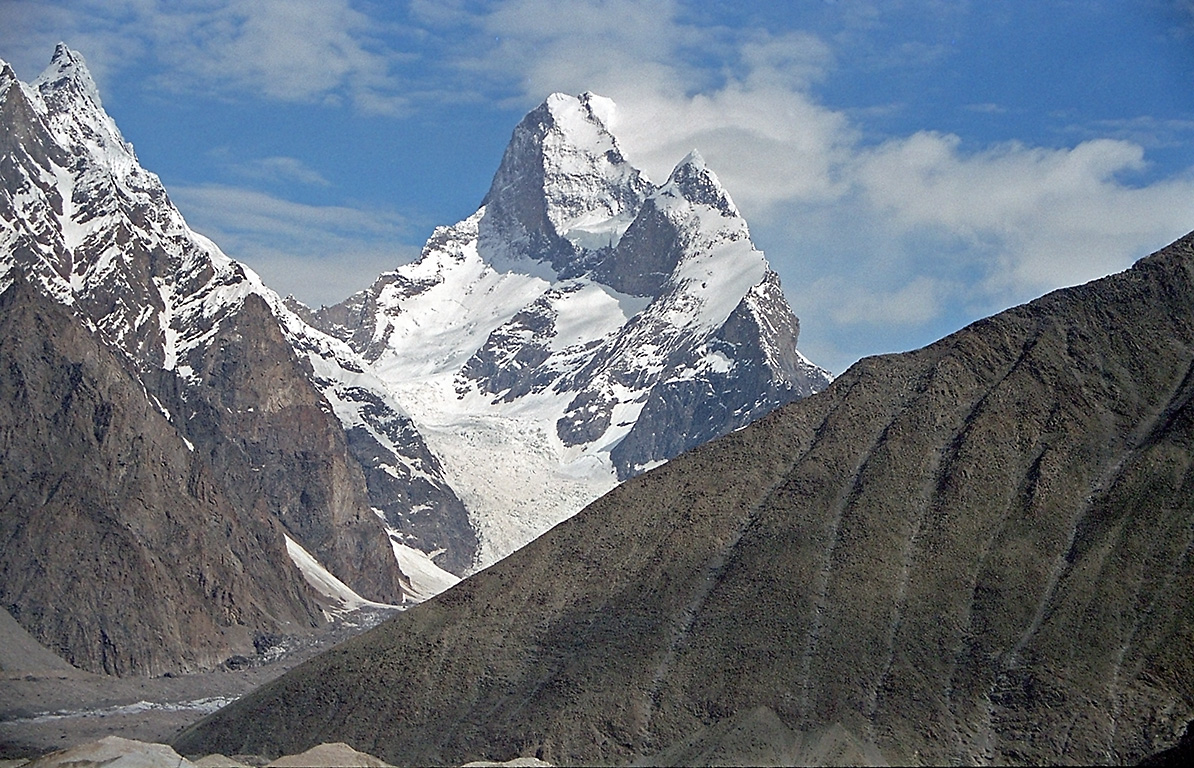
Torre Muztagh (7.273m)
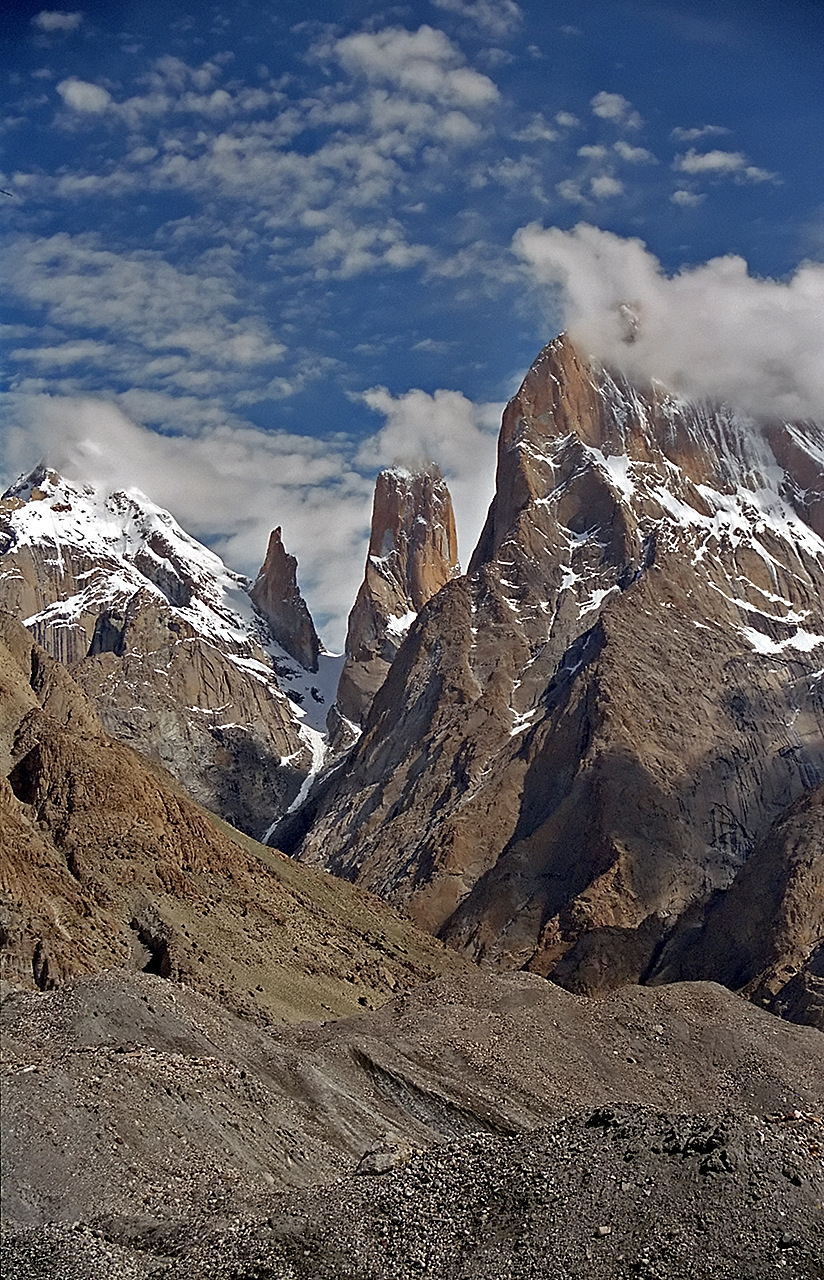
Torres del Trango (6.286m)
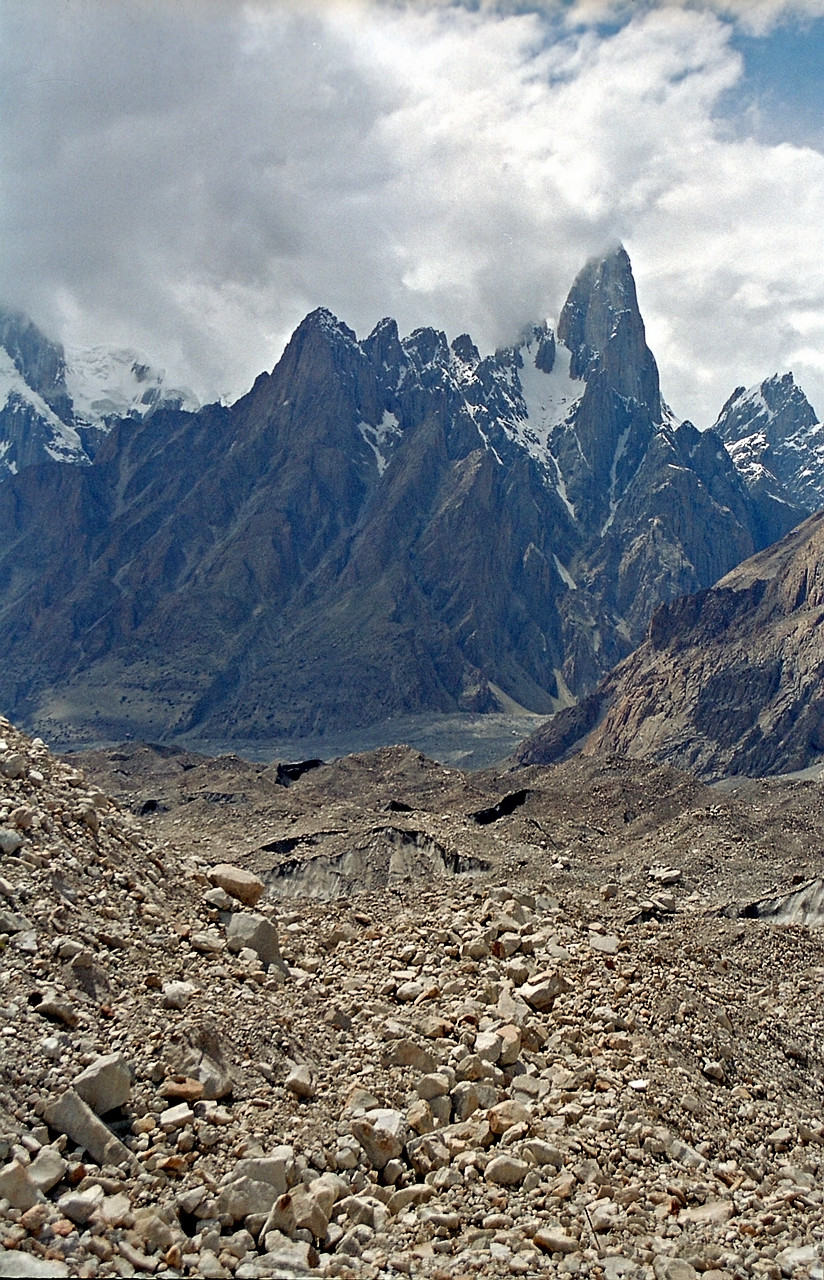
Torre Uli Biaho (6.417m)
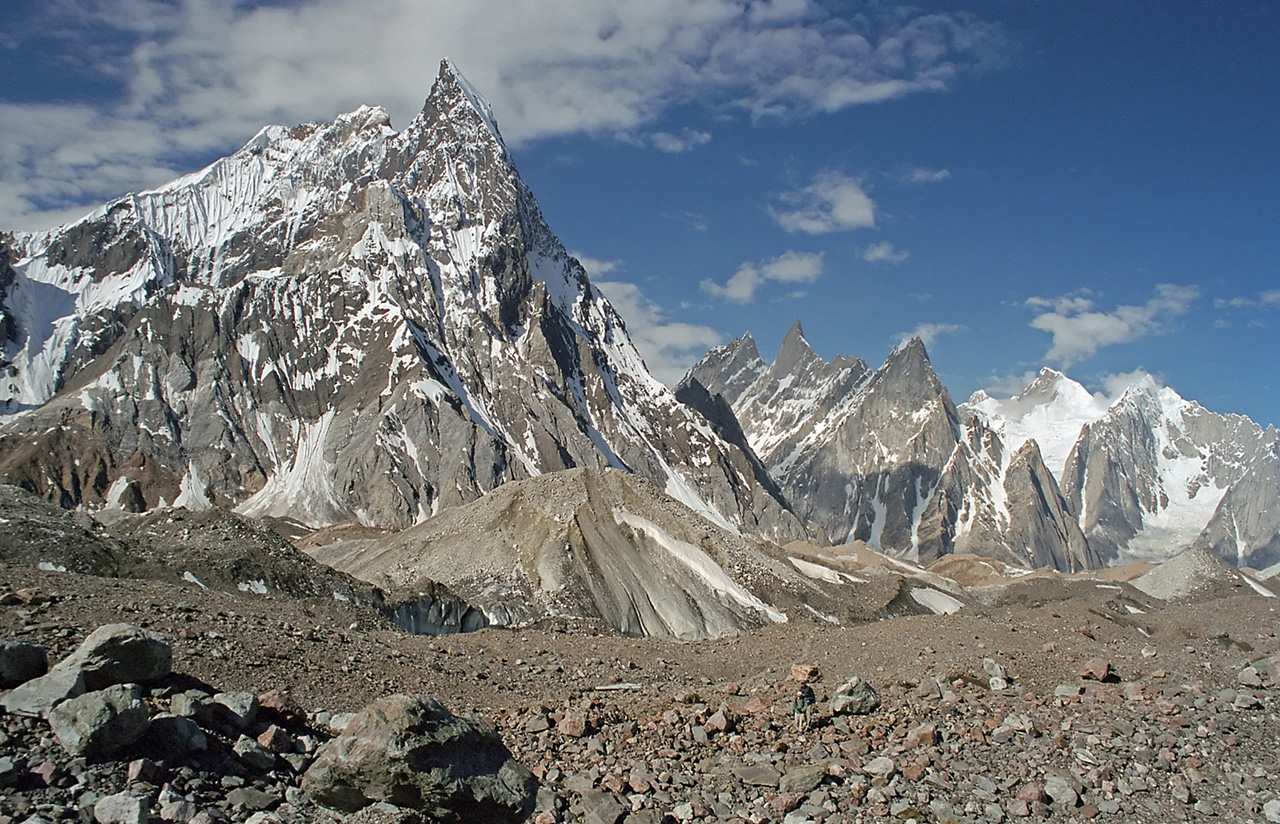
Pic Mitre (6.010m)